# Ischioscia nitida
Ischioscia nitida là một loài chân đều trong họ Philosciidae. Loài này được Miers miêu tả khoa học năm 1877.